# Солнечногорская улица (Москва)
Солнечного́рская у́лица — улица в Северном административном округе города Москвы на территории Головинского района. Проходит от пересечения с Онежской улицей (между домами № 26 и 28) до пересечения с Зеленоградской улицей (напротив дома № 2). Нумерация домов ведётся от Онежской улицы.

## Происхождение названия
В 1960 году посёлок Краснооктябрьский был включён в состав города Москвы. Имеющуюся там улицу Дзержинского, для исключения дублирования названия, переименовали в Солнечногорскую в честь подмосковного города Солнечногорска.

## Описание
Солнечногорская улица начинается от пересечения с Онежской улицей и идёт без изгибов и поворотов с юго-запада на северо-восток. Примыкания с нечётной стороны:
- дублёр Онежской улицы
- Флотская улица (её меньший отрезок)
- Сенежская улица

с чётной:
- дублёр Онежской улицы
- улица Войкова (проезда нет)
- Солнечногорский проезд

Для автомобильного движения организовано по «полторы» полосы в каждом направлении (за 100 метров до Онежской улицы сторона движения к ней расширяется до двух). Два светофора и два нерегулируемых пешеходных перехода. Обе стороны улицы оборудованы пешеходными тротуарами на всём протяжении. Заканчивается улица пересечением с Зеленоградской улицей.

## Здания и сооружения
По нечётной стороне

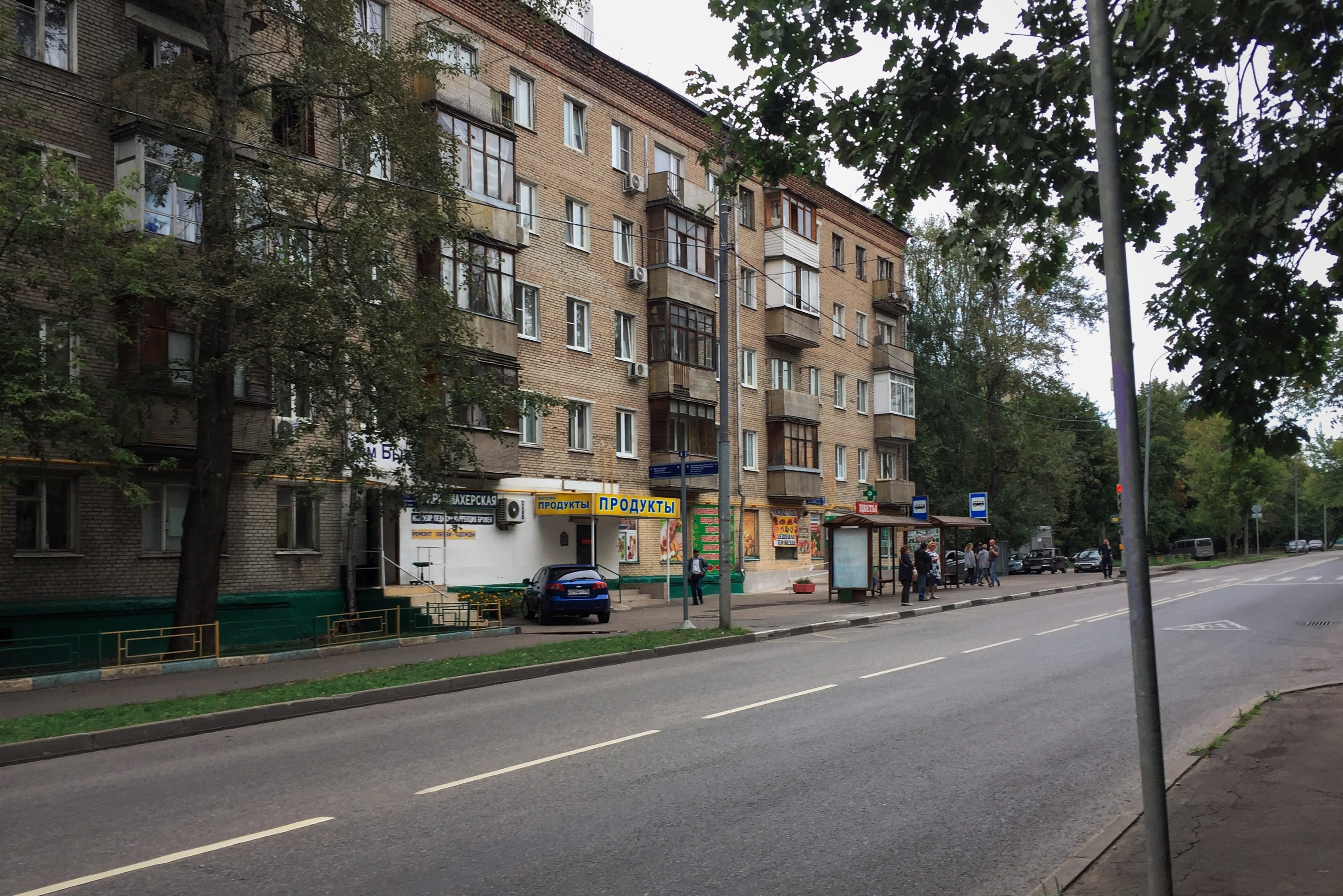
Дом 15 по Солнечногорской улице

- № 5 к. 1 — Сбербанк России (Тверское отделение № 7982/01682); Союз социальной защиты детей (Fice-Россия); муниципальное образование «Лидер» (кружки и секции для детей и подростков);
- № 7 — кожно-венерологический диспансер № 13;
- № 9/1 — московский филиал негосударственного образовательного учреждения дополнительного профессионального образования «Центральный институт повышения квалификации»;
- № 11 — Почта России (индекс 125413); магазин секонд-хенд;
- № 13-а — Колледж предпринимательства № 11 (отделение товароведения) (бывш. торговое училище);
- № 13-а стр. 1 и 13 стр. 2 — электроподстанции;
- № 15 к. 1 — два продуктовых магазина; Дом быта; аптека; парикмахерская;
- № 17-а — детский сад № 772;
- № 23 — магазин цветов;
- № 23 к. 1 — продовольственный магазин «АБК».

По чётной стороне
- № 4 — завод «Моссельмаш»;
- № 4, стр. 2 — ресторан «Магазин Ден»;
- № 4, стр. 6 — торговая компания «Итер»;
- № 14 к. 1 стр. 1 — электроподстанция;
- № 24 — магазин для садоводов «Фермер»; парикмахерская;
- № 24-а — хозяйственный магазин.

## Общественный транспорт
- Автобусы 65, 65к, 70, 565, 698
- Станции метро:

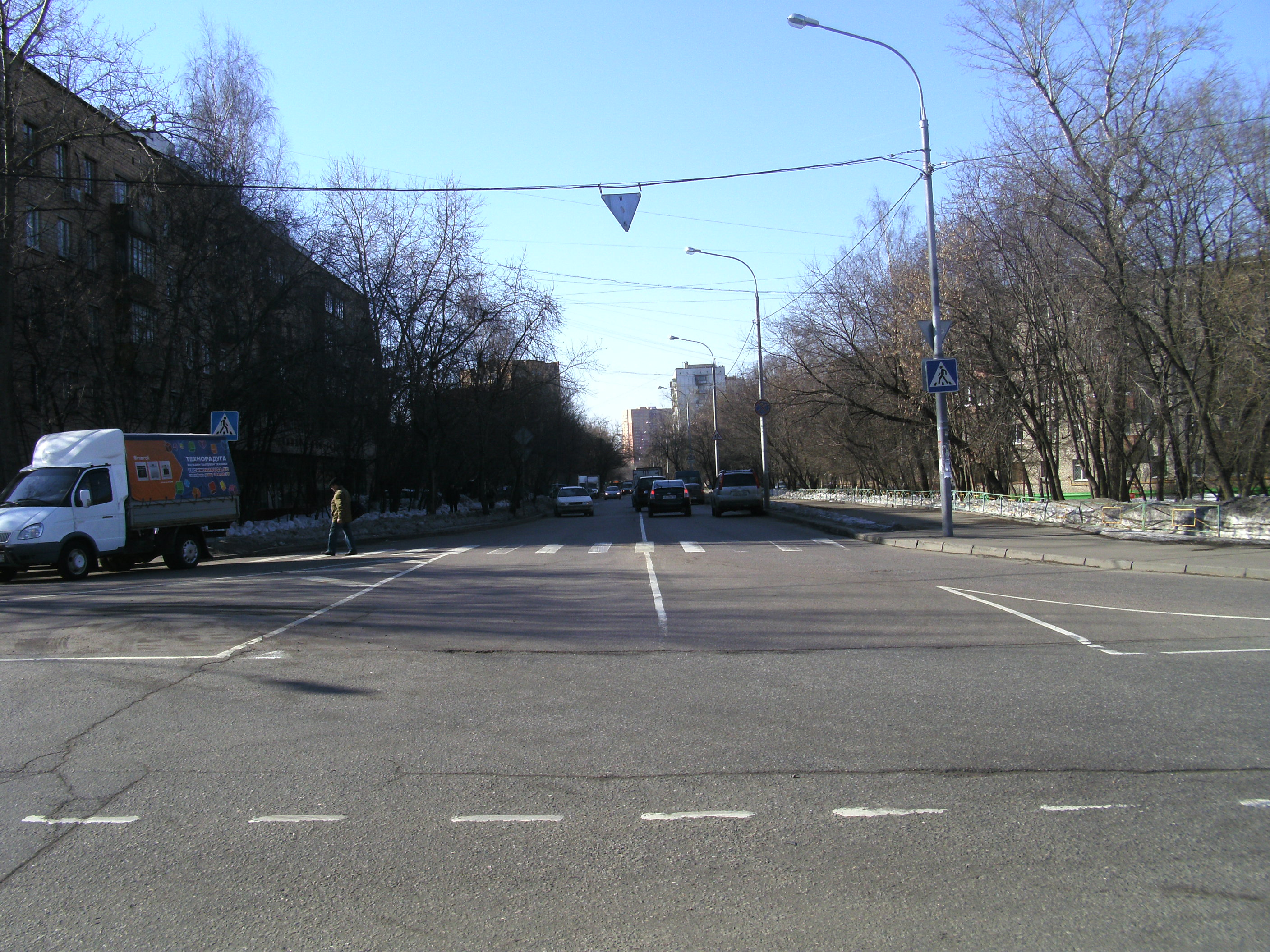
Конец улицы. Пересечение с Зеленоградской

  - «Водный стадион» — в 2500 метрах от начала улицы
  - «Речной вокзал» — в 2300 метрах от начала улицы
  - «Беломорская» — в 3000 метрах от начала улицы
- Платформа Моссельмаш — в 400 метрах от конца улицы